# 古德韦
古德韦（英語：Goodway）是一個位於美國阿拉巴馬州門羅縣的非建制地區。古德韦位於阿拉巴馬和墨西哥灣沿岸鐵路沿線，在 弗裏斯科市以南6.8英里（10.9公里）處。古德韦原設有一處郵局，但已於1988年12月31日關閉；不過，該地仍擁有專用的美國郵政編碼36449。該地的面積和人口皆未知。

## 地理
古德韦的座標為31°20′13″N 87°25′33″W / 31.33694°N 87.42583°W，而該地的平均海拔高度為116米（即381英尺）。